# Jordanoleiopus machadoi
Jordanoleiopus machadoi là một loài bọ cánh cứng trong họ Cerambycidae.